# Degețica
Degețica (în daneză Tommelise) este un basm de Hans Christian Andersen. A fost publicat prima oară în 1835 în volumul Eventyr, fortalte for Børn. Første Samling. Andet Heft.

## Rezumat

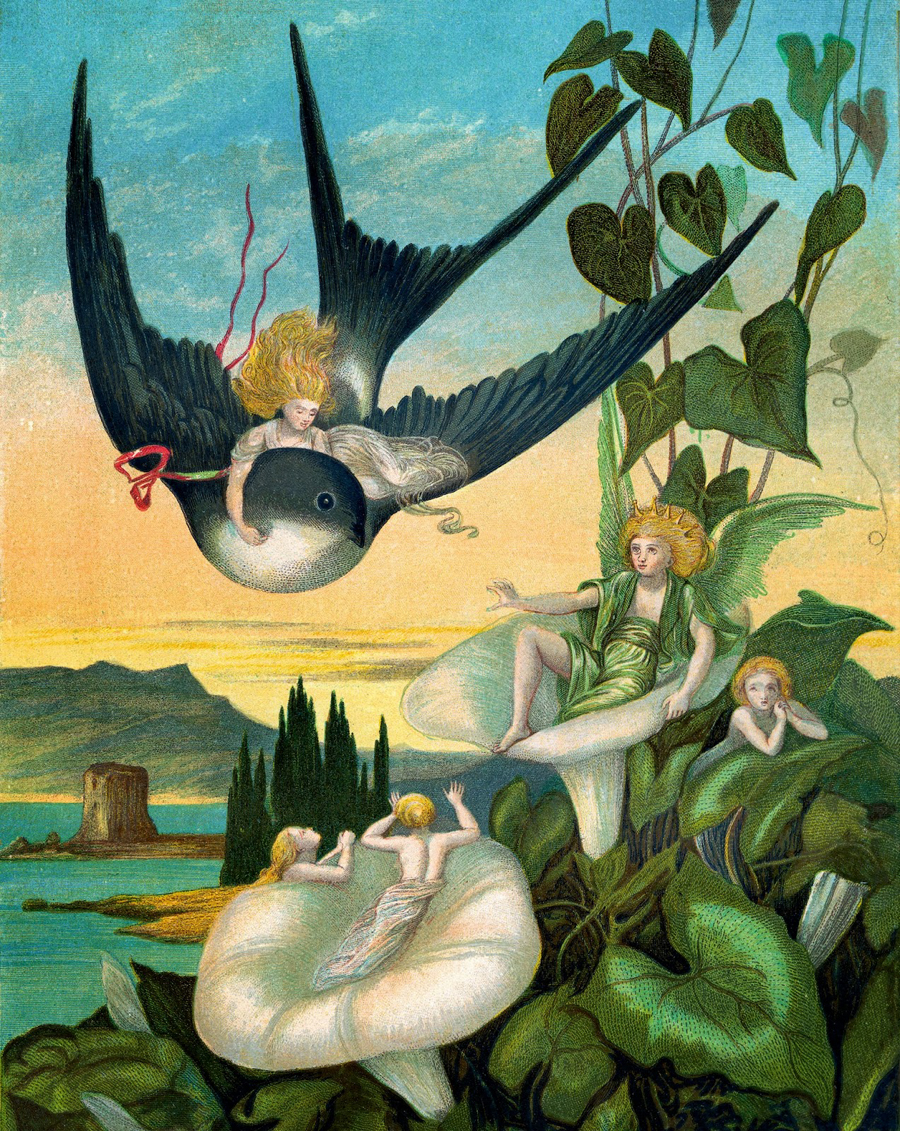
Ilustrație cu Degețica, 1872

O femeie singură și săracă își dorea foarte mult un copil. Într-o zi  acesta s-a dus la o vrăjitoare să îi ceară un leac. Vrăjitoarea i-a dat un bob de orez pe care să îl planteze într-un ghiveci cu flori și din el va răsări un copilaș. Din acest bob de orez a ieșit prima dată o lalea. Femeia a sărutat bobocul de lalea. Acesta s-a desfăcut iar în mijlocul său se afla o fată cât un deget de mare. Din acel moment fetița s-a numit Degețica. 
Aceasta dormea într-o coajă de alun atunci când la fereastra s-a apăruse o  broască râioasă care a răpit-o deoarece considera că era numai bună de soție pentru fiul său. A dus-o pe malul unui râu iar dimineața când Degețica s-a trezit i-a spus că o va mărita cu fiul ei. Fetița a început să plângă. Un peștișor care a auzit discuția, a ros lujerul frunzei, iar aceasta a fost luată de apa râului cu tot cu fetiță. 
După o vreme, un cărăbuș a răpit-o pe Degețica. Toții cărăbuși au spus că fetița este foarte frumoasă. În schimb femelele cărăbuș aveau altă părere, o considerau urâtă. După un timp cărăbușul i-a dat drumul. Fata a ajuns în vizuina unui șoarece care i-a spus că o va lăsa să stea la el dacă îi spune povești și îi face curat. Șoarecele i-a spus fetei că va veni în vizită un sobol. Degețica le-a cântat un cântec iar sobol i-a propus fetiței să se însoare cu el. Aceasta nu a fost de acord.
Într-o zi Degețica văzuse pe jos o pasăre rănită, aceasta a îngrijit-o până când rândunica s-a însănătoșit. După ce și-a revenit pasărea a plecat spre țările calde. Degețica pentru că nu mai suporta să fie umilită a decis să plece cu pasărea. Rândunica își avea cuibul în grădina Duhului florilor. Acesta văzând-o pe fata s-a îndrăgostit de ea și a cerut-o de soție. Aceasta a acceptat și așa și-a împlinit dorința.